# K3 (album)
K3 è il terzo album del gruppo musicale italiano Karma, pubblicato nel 2023.

## Tracce
Testi e musiche di David Moretti.
1. K3 – 2:51
2. Neri relitti – 5:15
3. Corda di parole – 3:33
4. Luce esatta – 4:13
5. Abbandonati a me – 3:54
6. Atlante – 5:56
7. Goliath – 7:14
8. Il monte analogo – 3:32
9. Ophelia – 6:45
10. Eterna – 11:06

## Accoglienza
L'album K3 dei Karma è stato accolto con un interesse rinnovato per la band milanese, attiva fin dal 1990. Il disco segna il ritorno del gruppo nel panorama musicale italiano dopo 27 anni dal loro ultimo album Astronotus, e viene descritto come un passo avanti nel loro percorso artistico. La critica ha evidenziato una forte componente energica di italianissimo rock con connotazioni melodiche, pennellate di grunge e suggestioni psichedeliche. K3 è stato registrato tra gli Stati Uniti e l'Italia e mixato alle Officine Meccaniche da Mauro Pagani, presentando registrazioni di livello eccellente.
Il successo dell'album si riflette anche nella risposta del pubblico, con il concerto di presentazione del disco che si è tenuto il 10 Novembre 2023 al Bloom di Mezzago andato sold-out. La band ha inoltre ricevuto un caloroso supporto e affetto da parte dei fan, che hanno dimostrato un notevole entusiasmo per il ritorno dei Karma sulla scena musicale.
L'album è stato presentato come un viaggio sonoro che spazia tra una varietà di emozioni e timbri, con il suono che è al servizio del viaggio stesso. Nonostante venga menzionato come un concept album, non segue una narrazione lineare o personaggi ben definiti, ma piuttosto un insieme di brani legati da un tema comune.

### Recensioni della critica
- Rockol.it ha menzionato il ritorno dei Karma con K3 e la presentazione in concerto[3].
- Truemetal.it ha descritto l'album come il terzo lavoro dei Karma e ha menzionato l'attesa per la sua uscita[4].
- L'album ha anche ottenuto una visibilità internazionale, con la presenza nella chart degli album iTunes italiani, testimoniando il suo impatto e la sua ricezione positiva anche a livello digitale[5].

## Formazione
- David Moretti - voci, chitarre acustiche, chitarre elettriche, e baritono, Keys,piano, rhythm and orchestral programming
- Andrea Viti - basso a 4, 5 e 12 corde, moog, electronics
- Diego Besozzi - batteria
- Alessandro "Pacho" Rossi - percussioni
- Andrea Bacchini - chitarra ritmica (3,8), chitarra solista (2,3), chitarra acustica (5)

Note aggiuntive
- Mixato alle Officine Meccaniche di Milano da Giuseppe Salvadori
- Mastering effettuato da Giovanni Versari
- Ganesha - grafica
- Mattia Balsamini - fotografia[6]